# Nový Hrozenkov
Nový Hrozenkov település Csehországban, Vsetíni járásban. Nový Hrozenkov Karolinka, Halenkov és Valašská Bystřice településekkel határos. Lakosainak száma 2512 fő (2024. január 1.).

## Népesség
A település lakosságának változását az alábbi diagram mutatja:
| Lakosok száma | 3635 | 3628 | 2979 | 2895 | 2834 | 2750 | 2647 | 2629 | 2509 | 2512 |
|               | 1869 | 1890 | 1921 | 1950 | 1980 | 2001 | 2017 | 2019 | 2022 | 2024 |